# Cathcart Chess Club
Cathcart Chess Club – szkocki klub szachowy z siedzibą w Glasgow, dwukrotny zdobywca Richardson Cup.

## Historia
Klub został założony w 1953 roku. W sezonie 1954/1955 klub zainaugurował rozgrywki w trzeciej dywizji Glasgow Chess League, w kolejnym roku awansował do drugiej ligi. W 1958 roku awansował do pierwszej dywizji ligi Glasgow. W 1963 roku zespół wygrał Spens Cup, a pięć lat później zwyciężył w lidze Glasgow. W sezonie 1969/1970 klub po raz pierwszy wygrał Richardson Cup, pokonując w finale Glasgow Chess Club. W roku 1970 klub po raz drugi wygrał Glasgow Chess League. W 1974 roku po wygranej w finale z Dundee Chess Club Cathcart po raz drugi wygrał Richardson Cup. W 1979 roku klub ponownie wygrał ligę Glasgow. W latach 1978–1981 i 1984–1985 Cathcart był finalistą Richardson Cup. Na przełomie lat 80. i 90. zespół pięciokrotnie wygrał ligę Renfrewshire. W sezonach 2006/2007 i 2007/2008 klub ponownie grał w finale Richardson Cup.